# Niemiecka Partia Piratów

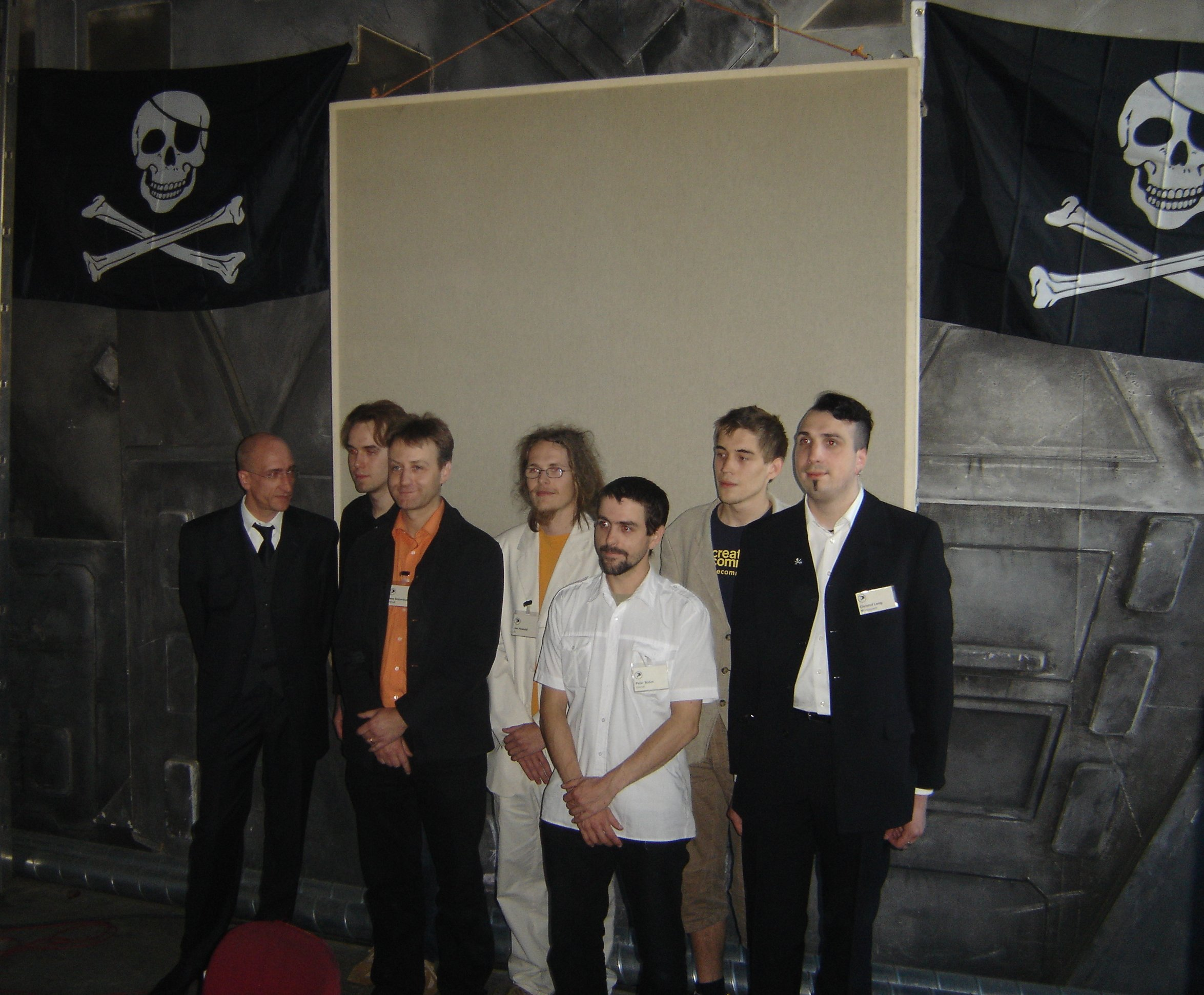
Wybrany zarząd Partii Piratów (2011)

Członkowie

Niemiecka Partia Piratów (niem. Piratenpartei Deutschland) – niemiecka partia polityczna, która stawia sobie za cel wzmocnienie ochrony danych osobowych oraz osłabienia ochrony własności intelektualnej.
Nazwa partii pirackiej wywodzi się od powstałej w Szwecji „Piratpartiet”.

## Historia
Partia została założona 10 września 2006 przez ok. 50 osób, podczas spotkania w klubie c-base w Berlinie. Na stanowisko przewodniczącego został wybrany Christof Leng, pracownik naukowy Uniwersytetu Technicznego w Darmstadt, który zajmuje się badaniem komunikacji peer-to-peer.
W wyborach lokalnych w Hesji 27 stycznia 2008 partia zdobyła 6955 głosów, a tym samym 0,3% ogólnie oddanych. W wyborach parlamentarnych w 2009 roku otrzymała 2% głosów – najlepszy wynik spośród wszystkich partii, które nie osiągnęły pięcioprocentowego progu wyborczego. 25 marca 2012 w wyborach do Landtagu Saary uzyskała 7% głosów, a 13 maja 2012 w wyborach do Landtagu Nadrenii Północnej-Westfalii 7,8% głosów – w obu przypadkach zasiadając w krajowych legislatywach.

## Program
Partia popiera legalizację wolnej wymiany plików w celach niekomercyjnych. Twierdzi, że dzisiaj artyści dużą część swoich dochodów uzyskują już nie dzięki sprzedaży nośników, lecz poprzez występy i sprzedaż gadżetów. Sieci wymiany plików mogłyby – zdaniem Jana Huwalda, politycznego przewodniczącego partii – stanowić dla ich utworów pozytywny impuls reklamowy.
Piraci proponują też wolny dostęp do wszelkiej własności intelektualnej powstałej na zlecenie państwa i za pieniądze publiczne. Ponadto partia chce ograniczenia możliwości patentowania. Jest zwłaszcza przeciwna patentowaniu oprogramowania oraz wyników badań genetycznych.
Partia domaga się prawnego ograniczenia stosowania urządzeń technicznych do obserwacji obywateli (takich jak kamery w miejscach publicznych czy instalowane przez policję na komputerach obywateli koni trojańskich), wskazując na możliwość nadużyć. Jednocześnie popiera wzrost liczby etatów w policji.
Partia programowo nie określa się jako prawicowa lub lewicowa, lecz chce pozostać tzw. partią obywatelską.